# Paul Dörrie

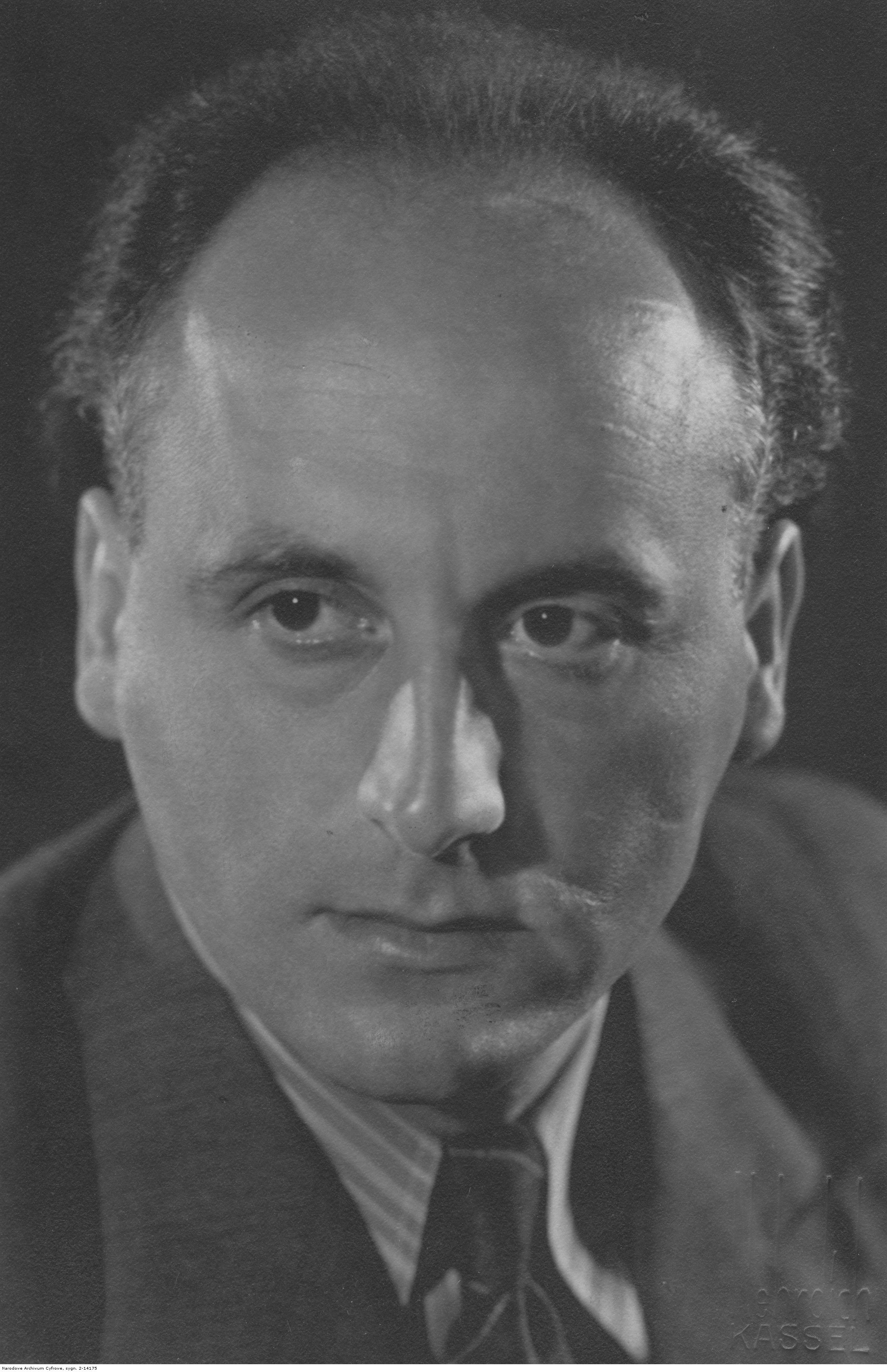
Paul Dörrie, 1942.

Paul Dörrie (geboren 9. Juni 1904 in Biedenkopf; gestorben 5. Juni 1965 in Ost-Berlin) war ein deutscher Dirigent.

## Leben
Paul Dörrie war Sohn eines Lehrers und wuchs in Wiesbaden auf. Nach vier Semestern Jura in München absolvierte er ein Musikstudium bei Hermann Abendroth an der Musikhochschule Köln. Nach kurzzeitigen Stationen in Gera und Wiesbaden wirkte er als Kurkapellmeister unter Heinz Bongartz in Bad Nauheim sowie auf Sylt. Nach der Machtergreifung der Nationalsozialisten trat er zum 1. Mai 1933 in die NSDAP ein (Mitgliedsnummer 2.392.001). Ab 1936 arbeitete er als Dirigent beim Kurhessischen Landesorchester Kassel und erhielt 1939 in Marburg den Gaukulturpreis des Gaues Hessen-Nassau.
Dörrie wurde 1941 im besetzten Polen zunächst Referent für Theater und Musik der Regierung des Generalgouvernements und ab Sommer 1942 Dirigent des städtischen Sinfonieorchesters Warschau. Zudem war er auch im Musikvorstand des Theaters Krakau.
Nach 1945 war Dörrie Kapellmeister in Dresden und ab 1951 in Sondershausen, 1957 wurde er zum 2. Dirigenten des Berliner Sinfonie-Orchesters in Ost-Berlin bestellt.